# Джанфранко Контрі
Джанфранко Контрі (італ. Gianfranco Contri, 27 квітня 1970) — італійський велогонщик.
Срібний призер Олімпійських Ігор 1992 року в роздільній командній гонці.